# Col de Bleine
Le col de Bleine est un col routier des Alpes situé dans les Alpes-Maritimes en France.

## Histoire
Le 27 mai 1944 un quadrimoteur B-24 Liberator de l'USAF s'écrase au pic de l'Aigle, sur la crête orientale du col de Bleine.